# Mordheim
Mordheim je stolní hra zasazená do prostředí fantasy světa Warhammeru, vydaná firmou Specialist Games (divize firmy Games Workshop). Jedná se o bitevní hru založenou na principech hry Warhammer Fantasy Battle, avšak s menším množstvím modelů (namísto o armádách se hovoří o bandách) a terén tvoří ruiny zničeného fiktivního města Mordheimu. Hra je pro Warhammer tím, čím je Necromunda pro Warhammer 40,000.
Většinu hry vytvořil bývalý finský zaměstnanec Games Workshopu, Tuomas Pirinen.

## Pozadí Mordheimu
Hra se odehrává v říšském městě Mordheimu, po říšském roce 1999, přibližně 500 let před současností ve světě Warhammeru. (Překlad Mordheim z němčiny znamená "vražedné město", -heim je velmi častým toponymem; aby se předešlo potenciálním rizikům, německé vydání hry se nazývá Mortheim.) Říše byla rozervaným územím: po mnoho let se nacházela v občanské válce – nebyl zvolen žádný císař a různé skupiny usilovaly o moc. V Říšské roce 1999 se na nebi zjevila velká kometa se dvěma ocasy – Sigmarovo znamení. Hvězdáři předpověděli, že kometa dopadne do města Mordheimu, kde stál klášter sester jeho řádu. Věřilo se, že událost zvěstuje návrat Sigmara, který obnoví pořádek, vrátí zemi slávu a povede ji do nového zlatého věku. Mnoho lidí odešlo do Mordheimu a tím přeplnilo město nad únosnou mez obyvatel. V té době a při takovém stavu se vymáhání práva stalo nemožným. Obyvatelé města se oddávali morálním zhýralostem a žili ve stavu anarchie. Čím více se blížil přílet komety, tím více lidí přicházelo do města a situace se stávala horší a horší. Postupem času, tak jak lidé více podléhali hříšným svodům, démoni začali obývat ulice Mordheimu vedle lidí a sémě Chaosu a zkaženosti proniklo do duší tisíců jedinců, kteří pokládali Mordheim za svůj vlastní.
Kometa dopadla v předvečer Nového roku, ale nejednalo se o příchod Sigmara, tak jak se předpovídalo. Kometa zasáhla město a okamžitě zabila vše, co se v něm nacházelo. Začalo se říkat, že Sigmar seslal svůj trest, že se rozhodl zničit ty, které považoval za nehodny života. Mordheim se stal místem hrůzy. Brzy se však objevily zkazky o zvláštním kameni, jehož úlomky ležely v bývalém městě. Kámen byl nazván Chaotitem a byly objeveny jeho magické vlastnosti. Ukázalo se, že skupiny usilující o moc v Říši jsou ochotny zaplatit obrovské množství peněz za tento vzácný kámen. A tak se bandy dobrodruhů vydaly do Mordheimu, nyní překřtěného na Město prokletých, v naději na nalezení žádaného kamene a zbohatnutí na něm.
Po Velké Válce proti Chaosu Magnus Zbožný srovnal zbývající ruiny města se zemí a nechal vymazat Mordheim ze všech map.

## Hra Mordheim
Hra se těší oblibě díky své detailní povaze. Členové band získávají postupem času zkušenosti, vylepšují si charakteristiky a získávají nové schopnosti. Pro hráče je snadné vytvářet příběhy nebo pozadí podle událostí, které jejich gangy zažily. Ocenění si také získala kniha s pravidly, která obsahuje velké množství temných a sureálních ilustrací, včetně velkého množství malých ilustrací (často obsahujících krysy, ryby nebo hmyz) v průběhu textu nebo v rozích stránek, často v různých vtipných, karikujících nebo temných pózách.
Mordheim je více než obyčejná bojová hra s figurkami; základním prvkem hry je kampaňový systém. Bandy získávají postupem času zkušenosti a výbavu v podobném principu jako u her na hrdiny. Těm, kteří hrají Warhammer 40K, bývá Mordheim představován jako ekvivalent Necromundy ze světa Warhammeru, avšak v Mordheimu mívají postavy mnohem více ochranných prvků (např. brnění), což dává mordheimským bojovníkům vyšší šance na přežití.
Skupiny fanoušků po celém světě vytvořili mnoho "alternativních prostředí", která umožňují hrát se stejnými principy hru v jiných lokalitách; mezi nejpopulárnější patří Lustria – Města ze zlata, Khemri – země mrtvých, Říše v plamenech a další. Fanoušci také vytvářejí nové bandy a jiná pravidla, revidují původní a umisťují tento obsah na své webové stránky, aby jej mohl využít každý. Bohužel v průběhu času byla utlumena oficiální podpora hry od výrobce, přičemž poslední uveřejněný materiál byl článek Thy Soul To Keep v časopise White Dwarf v roce 2006.